# ميجا مان (لعبة فيديو)
ميجا مان (بالإنجليزية:Mega Man) ويسمى في النسخة اليابانية روك مان (بالإنجليزية:Rockman) (باليابانية:ロックマン) ، هي لعبة إلكترونية من نمط آركيد ، أنتجت شرك كابكوم سنة 1987م ، وتعمل اللعبة على منصة نينتندو إنترتينمنت سيستم.

## مهمة اللعبة
تبدأ اللعبة بقيام ميجا مان بالقضاء على أقوى الخصوم الأليين الست ، ليتمكن من الوصول لخمصه الدكتور ويلي.

## تطوير اللعبة

### تصميم الشخصيات
قبل تطوير لعبة ميغا مان، كانت شركة كابكوم اليابانية قامت بتطوير عدة ألعاب المخصصة لأجهزة صندوق ألعاب الصالات بشكل مستمر، وكانت إصدارات هذه الأجهزة في الغالب نسخ متنقلة من هذه الألعاب، وفي منتتصف ثمانينات القرن العشرين، وضعت شركة كابكوم خطط لتطوير لعبة جديدة يُعرف "ميغا مان"، وذلك خصصت لأجهزة الألعاب المنزلية باليابان.
حيث استقطبت كابكوم عدد من المواهب الشابة لفريق صغير، بما في ذلك الفنان كيجي اينافون، حيث كان إينافون خريج جامعي للتو، وبدأ العمل في فريق ستريت فايتر، واستذكر إينافون أن فريق تطوير لعبة ميغا مان، عملوا بجد بالغ لكي تتم بإخراج اللعبة بشكل نهائي، وأشرف تطوير اللعبة مع مشرف المشروع ومصمم الرئيسي لكي يحرص على انتهاء تطوير اللعبة بالكامل.
تتألف فريق تطوير اللعبة من 6 أشخاص فقط، صمم إينافون اللعبة بإسم "إينافكينغ" ، ورسم جميع شخصيات اللعبة، والمكون من بطل وبقية الأشرار، بالإضافة إلى شعار اللعبة ورسم غلاف اللعبة بالنسخة اليابانية وكتيب التعليمات، وكذلك كان مسؤولاً عن تحويل هذه التصاميم إلى رسومات متحركة. قال إينافون بأنه لم يكن لديه الكثير من الأشخاص ليقوم بتصميم شخصيات اللعبة، وكان إينافون قام بتنقيط الشخصية لجهاز نينتندو إنترتينمنت سيستم، وكان الفريق لم يكن متخصصين في تصميم الشخصيات، وكان عليه العمل بالكثير من الأشياء المختلفة، حيث أنهى تصميم هذه الشخصيات بنفسه، علماً بأن إينافون كان اقتبست شخصيات اللعبة ببطل القصة المصورة اليابانية أوسامو تيزوكا، والذي اشتهر بتصميم الرسوم المتحركة اليابانية آسترو بوي، وتم تلوين شخصية ميغا مان باللون الأزرق، حيث كانت جهاز نينتندو إنترتينمنت سيستم تدعم نظام الألوان المحدودة المكونة من 56 لوناً فقط، واستخدم إينافون اختيار الألوان لتحسين تفاصيل شخصية ميغامان.
برغم أن إينافون ينسب هذه الأعمال لتصميم الشخصية بنفسه، إلا أنه يصر على أنه قام بنصف العمل فقط من إنشائها، هو معلمه المخرج الياباني أكيرا تيكامورا، والذي علم مفهومية الشخصية الأساسية قبل أن يأتي إينافون للعمل، حيث صمم شخصية الفتاة رول والدكتور لايت قبل قدوم إينافون ليعمل على المشروع، وكانت تصاميم الشخصيات الأعداء كل من كات مان وآيس مان وفاير مان وغاتس مان قيد التطوير، وعلق إينافون بأن شخصية إلِيك مان "رجل الكهرباء" مستوحاة من أحد شخصيات القصص المصورة الأمريكي، وذكر إينافون بأنه شخصية إلِيك مان كان تصميمه المفضل، واستوحى شخصيتان الدكتور لايت والشرير الدكتور وايلي من سانت كلوز.وألبرت أينشتاين، والمفترض أن تمثل الشخصية الأخيرة نموج لعَالِم مجنون.
درس فريق التطوير في البداية ميزة الشخصيات المتعلقة بالعلامة التجارية مثل "مايتي كيد" و"نيكولا كيد" و"رينبو مان"، وذلك قبل قرارهم النهائي، واختار الاسم الافتراضي "رينبو"، لأن شخصية ميغامان يمكن يتغير إلى سبعة ألوان بناء على اختيار سلاح مميز. 

### كتابة القصة
اختار فريق الإنتاج لحناً موسيقياً عند تسمية الشخصيات في لعبة ميغا مان، والإسم الأصلي لبطل اللعبة هو روك، واسم أخته رول، وهاتان الإسمان "روك" و "رول" مأخوذة من الكلمة الإنجليزية روك أند رول، اعتمد هذا النوع من التسمية لاحقاً ليشمل كل أجزاء سلاسل ميغا مان، كانت إحدى القصص الافتراضية للعبة والتي فكر فيها المطورون هي أن رول تعرضت للاختطاف ويجب على روك المواجهة مع الأعداء لإنقاذ أخته، ولكن لم يتم اعتماد القصة في التصميم النهائي للعبة، واستبدل القصة بأن روك "بطل اللعبة" قرر محاربة الأشرار بنفسه.

### تصميم اللعبة بشكل عام
قرر الفريق دمج العناصر من الرسوم المتحركة في الرسم على الحاسب الشخصي، وأوضح إينافون: تتحويل يد ميجا مان إلى مسدس، ويمكنك رؤيته يخرج السلاح من ذراعه، وأردنا التأكد من أن الرسوم المتحركة والحركة واقعية جداً، لذا في ميغا مان إذا حققنا هذا المزج بين شخصيات اللعبة وأفكار الرسوم المتحركة، واستلهم أسلوب لعب ميغا مان للعبة الصينية الشهيرة حجر-ورق-مقص. أراد مشرف الموضوع نظاماً بسيطاً يوفر اللعب العميق، حيث يلحق كل سلاح ضرراً كبيراً ضد الروبوت الشرير الواحد، بينما يكون تأثير الأسلحة الأخرى ضئيلاً أو معدوماً، ولا يوجد سلاح واحد تستطيع إضرار كل أعداء الروبوتات، وكان ميغا مان قادر في أصل الفكرة على الإنحناء، إلا أن المطورين قرروا إلغاء الفكرة بسبب أنه يصعب على اللاعبين تحديد ارتفاع مقذوفات على الشاشة، وبدأ ناويا توميتا (بإسم المستعار "توم بون") العمل على خلفيات ميغا مان الخلابة فور تدريبه في الشركة، وأثبت توميتا جدارته بين زملائه بالتغلب على صعوبات لتصميم اللعبة بسبب القدرة المحدودية للجهاز، وذلك من خلال تعظيم استخدام عناصر الخلفية.

### الموسيقى
قامت مانامي ماتسوماي (بإسم مستعار "تشانتشاكورين مانامي") بتأليف الموسيقى، وتأليف المؤثرات الصوتية، وبرمجة البيانات في مدة 3 أشهر، وذلك باستخدام برنامج صوتي والذي برمجه يوشيهيرو ساكاغوتشي (بإسمه المستعار "والد يوكي تشان")، وترجمت النوتات الموسيقية واحدة تلو الأخرى إلى لغة الحاسوب، واجهت ماتسوماي تحدياً تتمثل في محدودية الإبداع، حيث لم يكن لديها سوى 3 نوتات موسيقية متاحة في أي وقت، وعندما لم تستطع ماتسوماي من تأليف الأغاني، قامت بتأليف المؤثرات الموسيقية.

### الإصدار الأمريكي
حينما يتم توزيع اللعبة في الولايات المتحدة، قررت فرع كابكوم أمريكا بتغيير الإسم من روكمان، والتي تستخدمه اليابان في الوقت الحالي، إلى اسم ميغا مان، وابتكر هذا الإسم من قبل جوزيف موريسي، والذي كان يعمل نائباً لرئيس كابكوم الأمريكي أنذاك، والذي ذكر فيه أنه أضطر لتغيير الاسم، لأن الإسم المستعمل باليابان لم تعجبه، وأكد فيه أن عنوان اللعبة روكمان، كان إسماً سيئاً جداً، لذا اختار هذه التسمية الأوسع في أمريكا وأوروبا بإسم "ميغا مان"، وقد أعجبهم بما يكفي لمواصلة استخدامه في النسخ الأمريكية من اللعبة، وعزت نادية أكسفورد من موقع ون آب دوت كوم (1UP.com) أن تغيير الاسم، تعتقد أن كابكوم اعتقدت أن الأطفال الأمريكيين سيكونون أكثر اهتماماً بلعبة تحمل العنوان الأخير.

## إعادة الإصدار
قامت شركة كابكوم بإعادة إصدار اللعبة، وهي من ضمن مجموعة الألعاب الكلاسيكية، لأجهزة منصات الألعاب المختلفة، ومن بينها منصة نينتندو 3دي أس وبلاي ستيشن 2 وإكس بوكس.